# خالد الشوابكة
خالد عبد الله الشوابكة دبلوماسي أردني.

## حياته
ترأس مكتب تمثيل المملكة الأردنية الهاشمية لدى دولة فلسطين في مدينة رام الله عام 2013، حيث سلّم أوراق اعتماده إلى الرئيس عباس في 5 سبتمبر 2013، واستمر حتى انتهاء مهامه في 20 فبراير 2018.
عُين عام 2020 سفيرًا لدى روسيا، وفي 3 نوفمبر 2020 أدى اليمين القانونية أمام الملك عبد الله الثاني. في 19 مايو 2021، سلّم أوراق اعتماده سفيرًا مفوضًا وفوق العادة إلى الرئيس الروسي بوتين.
في 28 سبتمبر 2023، سلّم نسخة من أوراق اعتماده سفيرًا مفوضًا وفوق العادة غير مقيم للأردن لدى بيلاروسيا إلى الرئيس البيلاروسي ألكسندر لوكاشينكو.

## جوائز مستلمة
في 8 فبراير 2018، منحه الرئيس محمود عباس وسام القدس من درجة «نجمة القدس» بمناسبه انتهاء مهامه لدى دولة فلسطين و«تقديراً لدوره في تعزيز علاقات الإخوة الأردنية الفلسطينية، وتقديراً لجهوده خلال مدة توليه منصب سفير الأردن لدى دولة فلسطين.»